# Linea Hanawa
La linea Hanawa (花輪線?, Hanawa-sen) è una linea ferroviaria giapponese a carattere regionale gestita dalla JR East a scartamento ridotto che collega le stazioni di Kōma nella città di Morioka e di Ōdate, nella cittadina omonima, e unendo quindi le prefetture di Iwate e Akita. Tutti i treni hanno comunque capolinea a Morioka, percorrendo per un breve tratto la ferrovia Iwate Galaxy.
La ferrovia è anche soprannominata linea Towada-Hachimantai Shikisai (十和田八幡平四季彩ライン?) per il suo passaggio nella suggestiva zona dello Hachimantai.

## Servizi
La linea, a binario unico e priva di elettrificazione, attraversa aree a bassa densità di popolazione, e quindi il passaggio dei treni locali varia fra le frequenze di una o tre ore. Inoltre, è disponibile una coppia di treni rapidi chiamati Hachimantai ogni giorno.

## Stazioni
Legenda
Rapido - Rapido Hachimantai (八幡平快速?, Hachimantai-kaisoku)
● - Fermata
▲ - Fermata solo per i treni diretti a Koma
｜ - Passaggio
◇, ∨, ∧ - I treni possono incrociarsi in queste stazioni
◆ - I treni possono incrociarsi a questo switchback
｜ - I treni non possono incrociarsi in questa stazione
| Stazione                                                       | Giapponese                                                     | Distanza                                                       | Distanza                                                       | Rapido                                                         | Collegamenti                                                   |                                                                | Posizione                                                      | Posizione                                                      |
| Stazione                                                       | Giapponese                                                     | Interst.                                                       | Totale                                                         | Rapido                                                         | Collegamenti                                                   |                                                                | Posizione                                                      | Posizione                                                      |
| Tutti i treni proseguono fino a Morioka via Linea Iwate Galaxy | Tutti i treni proseguono fino a Morioka via Linea Iwate Galaxy | Tutti i treni proseguono fino a Morioka via Linea Iwate Galaxy | Tutti i treni proseguono fino a Morioka via Linea Iwate Galaxy | Tutti i treni proseguono fino a Morioka via Linea Iwate Galaxy | Tutti i treni proseguono fino a Morioka via Linea Iwate Galaxy | Tutti i treni proseguono fino a Morioka via Linea Iwate Galaxy | Tutti i treni proseguono fino a Morioka via Linea Iwate Galaxy | Tutti i treni proseguono fino a Morioka via Linea Iwate Galaxy |
| -------------------------------------------------------------- | -------------------------------------------------------------- | -------------------------------------------------------------- | -------------------------------------------------------------- | -------------------------------------------------------------- | -------------------------------------------------------------- | -------------------------------------------------------------- | -------------------------------------------------------------- | -------------------------------------------------------------- |
| Kōma                                                           | 好摩                                                           | -                                                              | 0.0                                                            | ●                                                              | Linea Iwate Galaxy                                             | ∨                                                              | Morioka                                                        | Iwate                                                          |
| Higashi-Ōbuke                                                  | 東大更                                                         | 4.9                                                            | 4.9                                                            | ▲                                                              |                                                                | ｜                                                             | Hachimantai                                                    | Iwate                                                          |
| Ōbuke                                                          | 大更                                                           | 4.1                                                            | 9.0                                                            | ●                                                              |                                                                | ◇                                                              | Hachimantai                                                    | Iwate                                                          |
| Tairadate                                                      | 平館                                                           | 4.7                                                            | 13.7                                                           | ●                                                              |                                                                | ｜                                                             | Hachimantai                                                    | Iwate                                                          |
| Kitamori                                                       | 北森                                                           | 1.9                                                            | 15.6                                                           | ▲                                                              |                                                                | ｜                                                             | Hachimantai                                                    | Iwate                                                          |
| Matsuo-Hachimantai                                             | 松尾八幡平                                                     | 2.2                                                            | 17.8                                                           | ●                                                              |                                                                | ◇                                                              | Hachimantai                                                    | Iwate                                                          |
| Appi-Kōgen                                                     | 安比高原                                                       | 7.2                                                            | 25.0                                                           | ●                                                              |                                                                | ｜                                                             | Hachimantai                                                    | Iwate                                                          |
| Akasakata                                                      | 赤坂田                                                         | 5.0                                                            | 30.0                                                           | ｜                                                             |                                                                | ｜                                                             | Hachimantai                                                    | Iwate                                                          |
| Koyanohata                                                     | 小屋の畑                                                       | 3.6                                                            | 33.6                                                           | ｜                                                             |                                                                | ｜                                                             | Hachimantai                                                    | Iwate                                                          |
| Araya-Shinmachi                                                | 荒屋新町                                                       | 4.0                                                            | 37.6                                                           | ●                                                              |                                                                | ◇                                                              | Hachimantai                                                    | Iwate                                                          |
| Yokoma                                                         | 横間▽                                                          | 2.7                                                            | 40.3                                                           | ｜                                                             |                                                                | ｜                                                             | Hachimantai                                                    | Iwate                                                          |
| Tayama                                                         | 田山                                                           | 8.8                                                            | 49.1                                                           | ●                                                              |                                                                | ｜                                                             | Hachimantai                                                    | Iwate                                                          |
| Anihata                                                        | 兄畑▽                                                          | 6.7                                                            | 55.8                                                           | ｜                                                             |                                                                | ｜                                                             | Hachimantai                                                    | Iwate                                                          |
| Yuze-Onsen                                                     | 湯瀬温泉                                                       | 4.1                                                            | 59.9                                                           | ●                                                              |                                                                | ｜                                                             | Kazuno                                                         | Akita                                                          |
| Hachimantai                                                    | 八幡平                                                         | 4.3                                                            | 64.2                                                           | ｜                                                             |                                                                | ｜                                                             | Kazuno                                                         | Akita                                                          |
| Rikuchū-Ōsato                                                  | 陸中大里                                                       | 1.9                                                            | 66.1                                                           | ｜                                                             |                                                                | ｜                                                             | Kazuno                                                         | Akita                                                          |
| Kazuno-Hanawa                                                  | 鹿角花輪                                                       | 3.6                                                            | 69.7                                                           | ●                                                              |                                                                | ◇                                                              | Kazuno                                                         | Akita                                                          |
| Shibahira                                                      | 柴平                                                           | 4.7                                                            | 74.4                                                           | ｜                                                             |                                                                | ｜                                                             | Kazuno                                                         | Akita                                                          |
| Towada-Minami                                                  | 十和田南                                                       | 3.3                                                            | 77.7                                                           | ●                                                              |                                                                | ◆                                                              | Kazuno                                                         | Akita                                                          |
| Suehiro                                                        | 末広                                                           | 4.5                                                            | 82.2                                                           | ▲                                                              |                                                                | ｜                                                             | Kazuno                                                         | Akita                                                          |
| Dobukai                                                        | 土深井                                                         | 2.4                                                            | 84.6                                                           | ▲                                                              |                                                                | ｜                                                             | Kazuno                                                         | Akita                                                          |
| Sawajiri                                                       | 沢尻                                                           | 2.0                                                            | 86.6                                                           | ▲                                                              |                                                                | ｜                                                             | Ōdate                                                          | Akita                                                          |
| Jūnisho                                                        | 十二所                                                         | 3.0                                                            | 89.6                                                           | ▲                                                              |                                                                | ｜                                                             | Ōdate                                                          | Akita                                                          |
| Ōtaki-Onsen                                                    | 大滝温泉                                                       | 2.5                                                            | 92.1                                                           | ●                                                              |                                                                | ◇                                                              | Ōdate                                                          | Akita                                                          |
| Ōgita                                                          | 扇田                                                           | 6.5                                                            | 98.6                                                           | ●                                                              |                                                                | ｜                                                             | Ōdate                                                          | Akita                                                          |
| Higashi-Ōdate                                                  | 東大館                                                         | 4.7                                                            | 103.3                                                          | ●                                                              |                                                                | ｜                                                             | Ōdate                                                          | Akita                                                          |
| Ōdate                                                          | 大館                                                           | 3.6                                                            | 106.9                                                          | ●                                                              | Linea principale Ōu                                            | ∧                                                              | Ōdate                                                          | Akita                                                          |

## Materiale rotabile
- Automotrice diesel KiHa serie 130